# Maria Barroso
Maria de Jesús Simões Barroso Soares GCL• GCSI (Olhão, Fuseta, 2 de mayo de 1925-Lisboa, 7 de julio de 2015) fue una política portuguesa, primera dama de Portugal desde 1986 hasta 1996 como esposa de Mário Soares.

## Familia
Hija de Alfredo José Barroso, militar de Portimão, Alvor, y de su mujer maestra de primaria Maria da Encarnação Simões, nieta paterna de José Barroso de Sousa, y de su mujer Maria de Jesus; y nieta materna de Manuel Maria dos Santos y de su esposa Maria da Rainha Santa. Tía del cronista y diputado y secretario de Estado Alfredo Barroso y del médico cirujano Eduardo Barroso.

## Biografía
Fue alumna de los liceos D. Filipa de Lencastre y del Pedro Nunes, en Lisboa, obteniendo una diplomatura en Arte Dramático, en la Escuela de Teatro del Conservatorio Nacional de Portugal (1943) y, posteriormente, una licenciatura en Ciencias Histórico-Filosóficas, en la Facultad de Letras de la Universidad de Lisboa (1951), donde conoció a Mário Soares, con quien se casó cuando él estaba en la prisión política (registrado en la 3.ª Conservatoria del Registro Civil de Lisboa), el 22 de febrero de 1949. 
Fue actriz del Teatro Nacional Doña María II, en la compañía de Amélia Rey Colaço/Robles Monteiro, habiéndose estrenado en 1944, en la pieza de Jacinto Benavente, Aparências, bajo la dirección de Palmira Bastos. En cine, tuvo participaciones en filmes de Paulo Rocha (1966 - Mudar de Vida) y de Manoel de Oliveira (1985 - Le Soulier de Satin, 1979 - Amor de Perdição, 1975 - Benilde ou a Virgem Mãe).
Fue directora del Colégio Moderno, fundado por su suegro, João Lopes Soares, tras lo cual fue sucedido por su hija y luego profesora Isabel Barroso Soares (9 de enero de 1951). 
Estuvo en la ciudad alemana de Bad Münstereifel al momento de la creación del Partido Socialista (1973). Fue elegida diputada por la Asamblea de la República, por los círculos de Santarém, Oporto y Algarve. Ya antes de la Revolución de los Claveles, había sido diputada por la "Oposição Democrática" (en 1969), y participaría en su IIIer Congreso, en Aveiro (1973), siendo la única mujer en intervenir en la Sesión de abertura. Estuvo prohibida de ejercer la docencia, tanto en la enseñanza pública como privada, durante el Estado Novo.
Habiendo sido Primera dama de Portugal, entre 1986 a 1996, se afirmó en la defensa del sentido de familia, interviniendo en los países de lengua portuguesa. En 1990 creó el Movimiento Emergencia Mozambique, otorgando, al año siguiente, la escritura de la Asociación para el Estudio y Prevención de la Violencia. En 1995, presidió la abertura del ciclo de realizaciones del Año Internacional de Lucha contra el Racismo, la Xenofobia, el Antisemitismo y la Exclusión Social. En 1997, presidió la Cruz Roja Portuguesa, funciones en las que cesó en 2003. Fue socia fundadora y presidenta del Consejo de Administración de la ONGD Pro Dignitate - Fundación de Derechos Humanos, desde 1994.

## Muerte
Maria Barroso, esposa del expresidente de Portugal Mário Soares, falleció la madruga del 7 de julio de 2015, a los 90 años, como consecuencia de una caída que le provocó un derrame cerebral.

## Honores
Distinguida con el título de Doctora Honoris Causa por
- Lesley College (1994)
- Universidad de Aveiro (1996)
- Universidad de Lisboa (1999)

### Condecoraciones
- Gran Cruz de la Orden de la Bandera de Hungría (25 de noviembre de 1982)
- Gran Oficial de la Orden del Fénix de Grecia (17 de mayo de 1983)
- Gran Cruz de la Orden Real de la Estrella Polar de Suecia (28 de enero de 1987)
- 1.ª Clase de la Orden Francisco de Miranda de la Venezuela (18 de noviembre de 1987)
- Banda de Dama de la Orden de Carlos III de España (30 de marzo de 1988)
- Gran Cruz de la Orden de Rio Branco del Brasil (25 de julio de 1989)
- Gran Collar de la Orden Nacional de Zaire (4 de diciembre de 1989)
- Gran Cruz de la Orden Nacional al Mérito de Francia (7 de mayo de 1990)
- Gran Cruz de la Ordem Nacional do Mérito de Colombia (8 de enero de 1991)
- Gran Cruz de 1.ª Clase de la Bundesverdienstkreuz Orden al Mérito de Alemania (9 de enero de 1991)
- Gran Cruz de la Orden al Mérito Civil y Militar de Adolfo de Nassau de Luxemburgo (9 de enero de 1991)
- Gran Cruz de la Orden de la Rosa Blanca de Finlandia (8 de marzo de 1991)
- Gran Cruz de la Orden Real de Dannebrog de Dinamarca (3 de agosto de 1992)
- Medalla de Oro de la Orden de la Rosa de Bulgaria (26 de octubre de 1994)
- Gran Cruz de la Orden de Ouissam Alaoui de Marruecos (20 de febrero de 1995)
- Gran Cruz de la Orden de la Libertad de Portugal (7 de marzo de 1997)
- Gran Cruz Honoraria de la Orden de Santa Isabel de la Casa de Braganza[6][7]